# AgustaWestland AW189
L'AgustaWestland AW189 è un elicottero medio bimotore, prodotto dall'azienda Italiana Leonardo (precedentemente dalla AgustaWestland).

## Progettazione e sviluppo

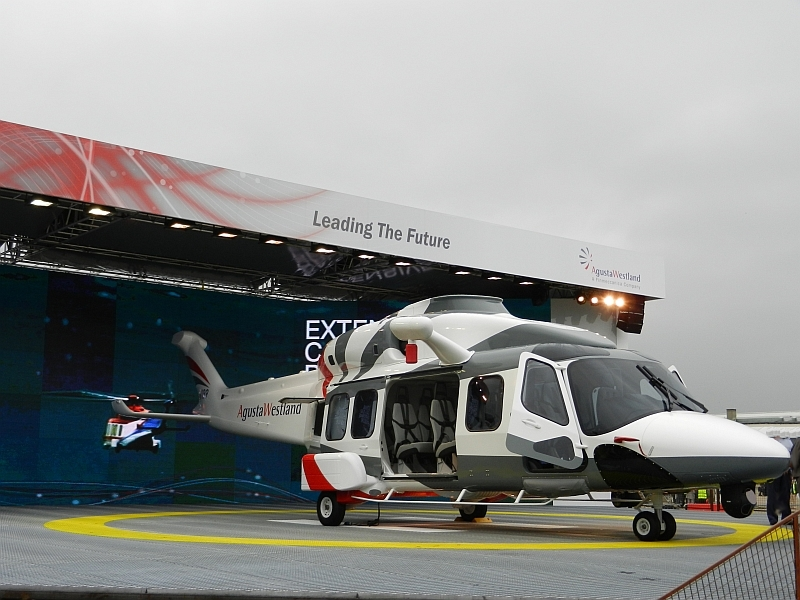
Il primo prototipo presentato al pubblico durante il Paris Air Show 2011.

L'AW189 è stato presentato al pubblico il 20 giugno 2011 durante il Paris Air Show. In linea con le previsioni di AgustaWestland l'elicottero ha ricevuto le autorizzazioni nel 2013 ed è entrato in servizio nel 2014.
L’AW189 è un elicottero civile nella categoria delle otto tonnellate mirato soprattutto al mercato dell'offshore e del soccorso, facendo leva sull'abbinamento di forte capacità di carico (da 12 a 18 posti, oppure 11,2 metri cubi di volume) e autonomia, per compiti di ricerca e salvataggio e per trasporto di passeggeri.
Il progetto deriva da quello dell'AW149 militare, che a sua volta è uno sviluppo dell'AW139, del quale utilizza tra l'altro il rotore.
I clienti sinora annunciati sono Bristow Helicopters, Bel Air e Weststar Aviation Services.
Il 21 dicembre 2011, in anticipo rispetto ai tempi stabiliti (il primo volo era previsto nel corso del 2012), il primo prototipo dell'AW189, che aveva fusoliera e avionica di un AW149 e sistemi dinamici di un AW139, con matricola I-RAIH, ha spiccato il suo primo volo decollando dal campo di Cascina Costa con ai comandi il capo pilota collaudatore Giuseppe Lo Coco.
Il 20 dicembre 2012 AgustaWestland ha annunciato di aver stipulato un contatto preliminare per la vendita di due AW189 alla Azerbaijan Airlines, già acquirente di otto AW139. A luglio 2013 AgustaWestland aveva già 80 ordini e opzioni in vari ruoli e configurazioni.
Il 7 febbraio 2014 l'AW189 ottiene il Type Certificate EASA.
Il 29 dicembre 2014 viene firmata un'intesa tra AgustaWestland e Rosneft per la fornitura di 160 elicotteri entro il 2025 che dovranno essere assemblati presso lo stabilimento di HeliVert, joint venture tra AgustaWestland e Russian Helicopters, situato a Tomilino e dove già vengono manutenuti gli AW139.
Il 9 marzo 2017 ha volato per la prima volta il prototipo della nuova versione AW189K equipaggiata con un nuovo turboalbero Turboméca Aneto 1K da 2500 shp che consente di incrementare la quota di tangenza a 15 000 piedi e il peso massimo al decollo a 8 600 kg. L'AW189K è stato certificato da EASA l'8 giugno 2020.

## Tecnica
L’AW189 è un elicottero della categoria dei super-medi concepito per missioni di trasporto, anche executive, SAR e medevac onshore e offshore. Nelle configurazioni da trasporto può ospitare 19 passeggeri su 4 file di sedili oppure 19 in configurazione ad alta densità, nella configurazione SAR può trasportare fino a 9 persone o 3 barelle.

### Cellula
La cellula dell’AW189 è realizzata principalmente in materiali compositi e, in misura minore, con leghe metalliche; la cabina è accessibile tramite due portelloni scorrevoli e può essere riconfigurata velocemente grazie alla sua modularità.
Il carrello di atterraggio, modificato rispetto a quello dell’AW149, è retraibile idraulicamente; i freni a disco, uno per ogni ruota del carrello posteriore, sono azionati da pedaliera e possono essere applicati in maniera differenziale per sterzare quando si è a terra, mentre il ruotino anteriore è orientabile.

### Rotori
Il rotore principale, del diametro di 14,60 m e completamente articolato, è costituito da 5 pale realizzate in materiali compositi e rivestite sul bordo d’attacco in leghe metalliche per proteggere il composito dall’usura. Le estremità delle pale sono derivate da quelle dell’AW119. L’albero del rotore è realizzato in lega di titanio, i raccordi con le pale in materiali compositi; sulla testa del rotore sono installati cuscinetti elastomerici che assorbono gli effetti di flappeggio e brandeggio e uno smorzatore di brandeggio per pala. Le pale del rotore principale, inoltre, sono progettate per smorzare le vibrazioni generando forze inerziali e, secondo Leonardo, l'AW189 è il primo elicottero dotato di questa caratteristica.
Il rotore di coda, completamente articolato e del diametro di 2,90 m, è costituito da 4 pale anch’esse realizzate in materiali compositi.
Tutte le componenti dinamiche, ossia i rotori e i relativi organi di trasmissione, sono i medesimi dell’AW149. La trasmissione è certificata per operare priva di lubrificazione senza subire danni catastrofici (dry-run) per 50 minuti, 20 di più rispetto ai requisiti per la certificazione.

### Motori
L’AW189 è dotato di due turboalberi General Electric CT7-2E1 da 1 479 kW (1 983 shp) controllati da Electronic Engine Control (EEC), un dispositivo simile al FADEC ma in cui la regolazione del flusso di combustibile è manuale.
È equipaggiato con una APU Safran eAPU60H che produce corrente alternata per avviare i motori e per consentire il funzionamento dei sistemi di bordo e del riscaldamento della cabina anche a motori spenti.
Il sistema antincendio dei motori e della APU è costituito da una serie di cavi contenenti gas che, in caso di elevate temperature, si espande e sollecita degli interruttori che attivano gli indicatori di incendio in cabina.
I serbatoi, di tipo flessibile, sono localizzati dietro la cabina e possono contenere 1 340 l di combustibile; altri due serbatoi ausiliari possono essere installati sotto la cabina passeggeri per disporre di ulteriori 240 l.

### Impianti
L’impianto idraulico consiste di due sistemi indipendenti ridondanti a pressione di 3 000 psi (circa 204 atm); il sistema 1 è dotato di una pompa meccanica e di una elettrica, mentre il sistema 2 è dotato di due pompe meccaniche. Le pompe meccaniche sono azionate dalla trasmissione, la pompa elettrica è attiva per un breve periodo di tempo prima dell’avviamento dei motori. I due impianti idraulici controllano i comandi di volo e il carrello.
L’impianto elettrico opera a 115 V 400 Hz corrente alternata, 270 V o 28 V corrente continua; è costituito da tre alternatori collegati a un motore che forniscono la corrente alternata a 115 V 400 Hz, da una batteria da 28 V, da raddrizzatori che convertono la corrente alternata prodotta dai generatori in corrente continua.
I comandi di volo sono di tipo meccanico con potenziamento idraulico: il passo ciclico e il passo collettivo sono collegati a 3 attuatori idraulici che trasmettono l’input potenziato al piatto oscillante; degli attuatori elettrici, uno per il passo collettivo e due per il passo ciclico, forniscono ai comandi del rotore un input proveniente dal pilota automatico. Il comando del rotore di coda, sempre di tipo meccanico fornito da pedaliera, è potenziato da un attuatore idraulico e può essere controllato sia manualmente che automaticamente tramite attuatori elettrici.
Il freno del rotore, utilizzato per fermare la rotazione del rotore, è composto da pinze attivate idraulicamente che agiscono su un disco installato sull’albero di trasmissione del rotore di coda.
L’avionica dell’AW189 è sviluppata da Leonardo e include quattro schermi LCD, un Digital Automatic Flight Control System (DAFCS) a 4 assi, un Flight Management System (FMS) e un Health and Usage Monitoring System (HUMS). L’AW189 è certificato per essere condotto con un solo pilota in condizioni di volo a vista diurno e da uno o due piloti in condizioni di volo a vista notturno o volo strumentale, mentre l’AW189K può volare con un solo pilota in qualsiasi condizione.

## Versioni
- AW189: versione con due General Electric CT7-2E1 e peso massimo al decollo di 8 300 kg.
- AW189K: versione con due Safran Aneto 1K, con peso massimo al decollo aumentato a 8600 kg e quota di tangenza aumentata a 15 000 ft (circa 4 570 m).

## Utilizzatori

### Civili

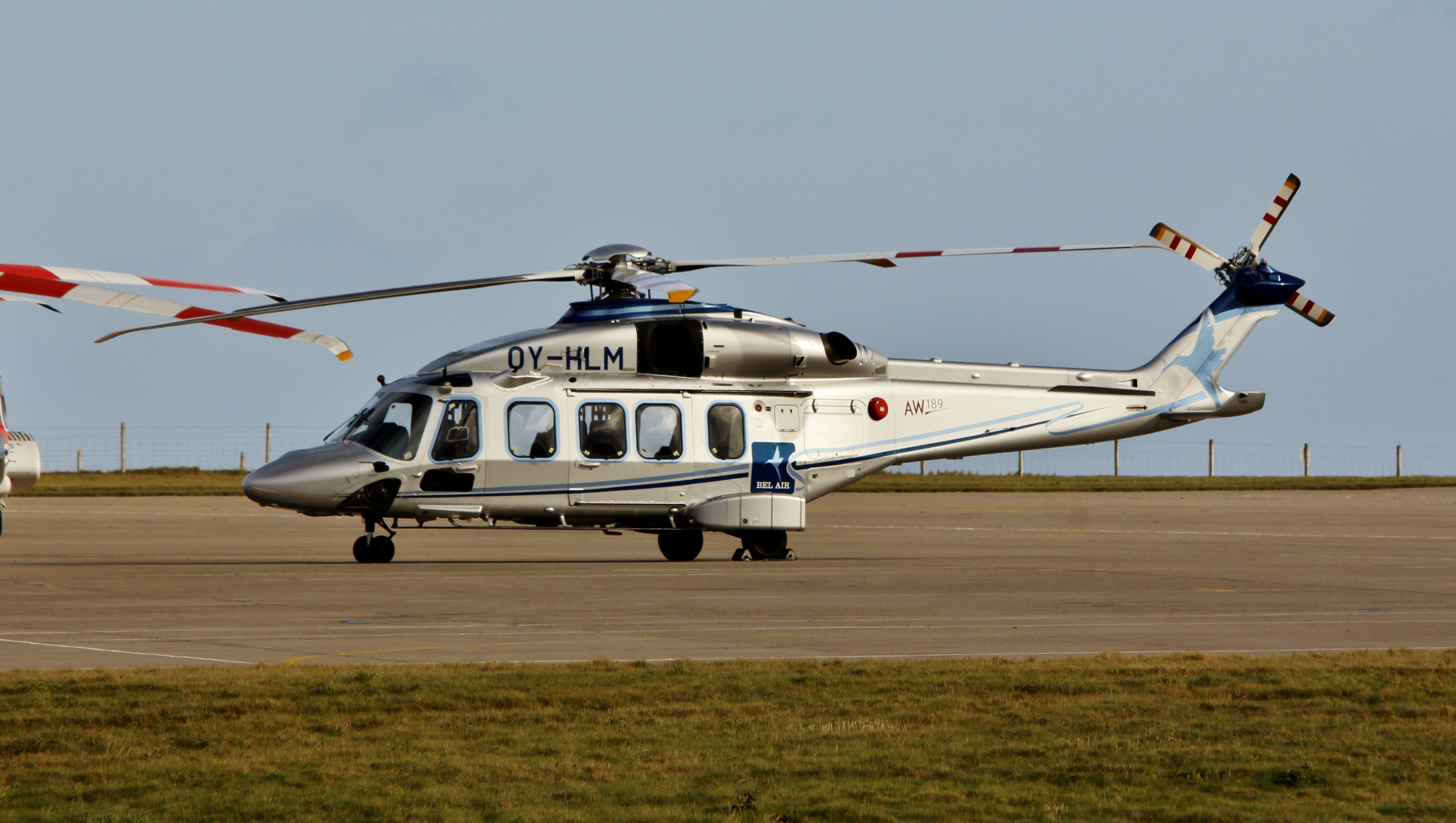
Un AW189 di Bel Air Aviation

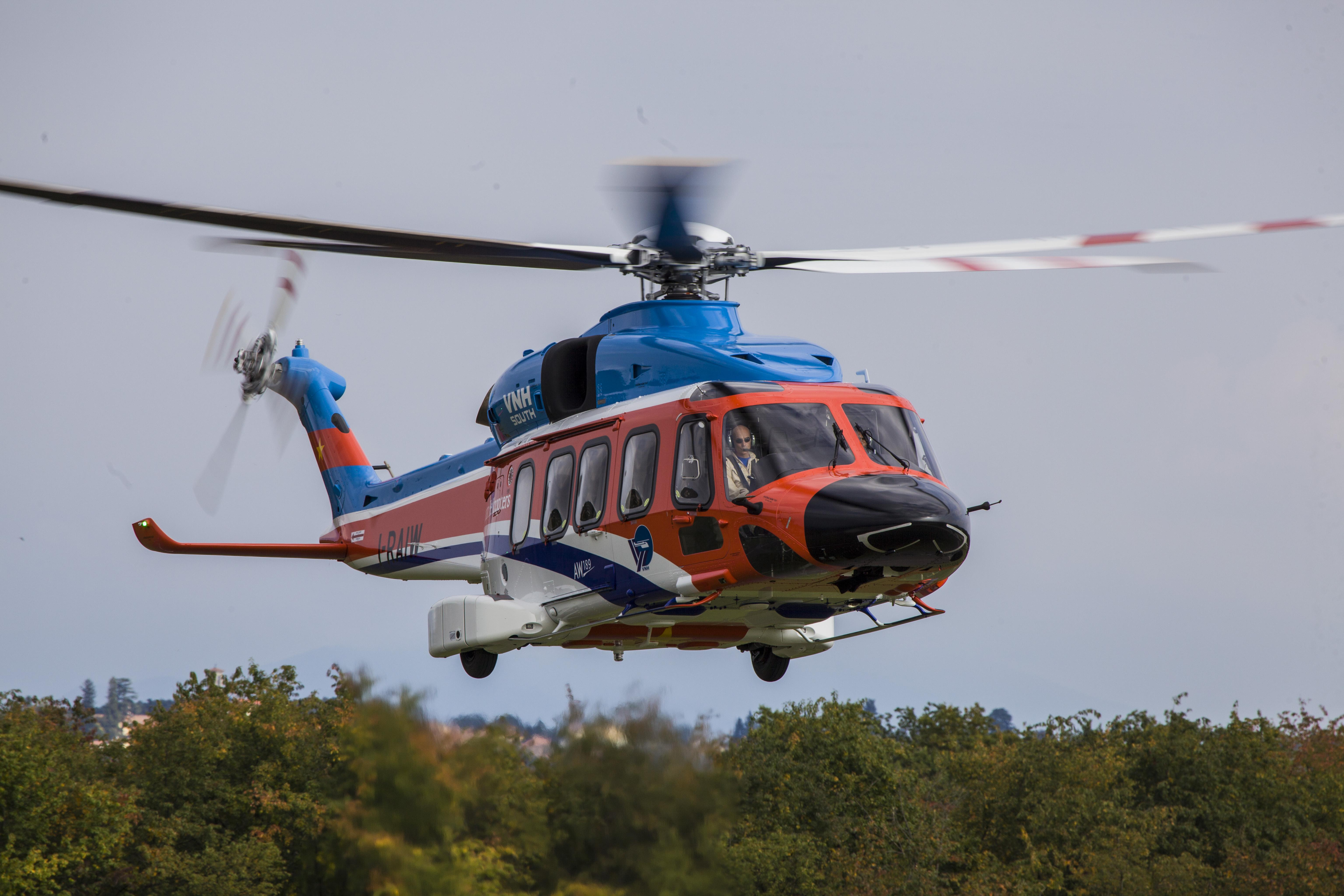
Un AW189 destinato a Vietnam Helicopter Corporation

Australia
- CHC Helicopter[23]

2 in servizio; cliente di lancio in Oceania.
 Brasile
- Omni Taxi Aereo[25]

1 in servizio.
 Danimarca
- Bel Air Aviation[27]

4 in servizio. La compagnia afferma di detenere il maggior numero di ore di volo su AW189 tra tutti gli operatori.
 Emirati Arabi Uniti
- Falcon Aviation Services

4 in servizio.
 Irlanda
- GD Helicopter Finance

23 AW189 in ordine, tre dei quali già consegnati al novembre 2024.
 Malaysia
- Weststar Aviation[32]

4 in servizio.
 Nigeria
- Bristow Helicopters Nigeria

2 esemplari in servizio.
 Qatar
- Gulf Helicopters[35]

5 AW189 ordinati nel 2014 ed in servizio al marzo 2020. Ulteriori AW189K ordinati a gennaio 2020.
 Regno Unito
- Bristow Helicopters[38]

21 AW189 in servizio nel 2024, di cui 11 operati per la His Majesty's Coastguard. 5 in consegna nel 2024, 10 ordinati nello stesso anno con un'opzione per altri 10.
- British International Helicopters[41]

2 in servizio Search and Rescue per la British Forces South Atlantic Islands .
- CHC Scotia[23]

1 esemplare in servizio a luglio 2020.
 Russia
- Rosneft

13 in servizio su 30 ordinati.
 Stati Uniti
- Era Group

4 in servizio; cliente di lancio nel mercato americano.
- PHI Group

12 AW189 (tra ordini fermi e opzioni) contrattualizzati a maggio 2024.
 Vietnam
- Vietnam Helicopter Corporation[49]

3 in servizio.

### Governativi

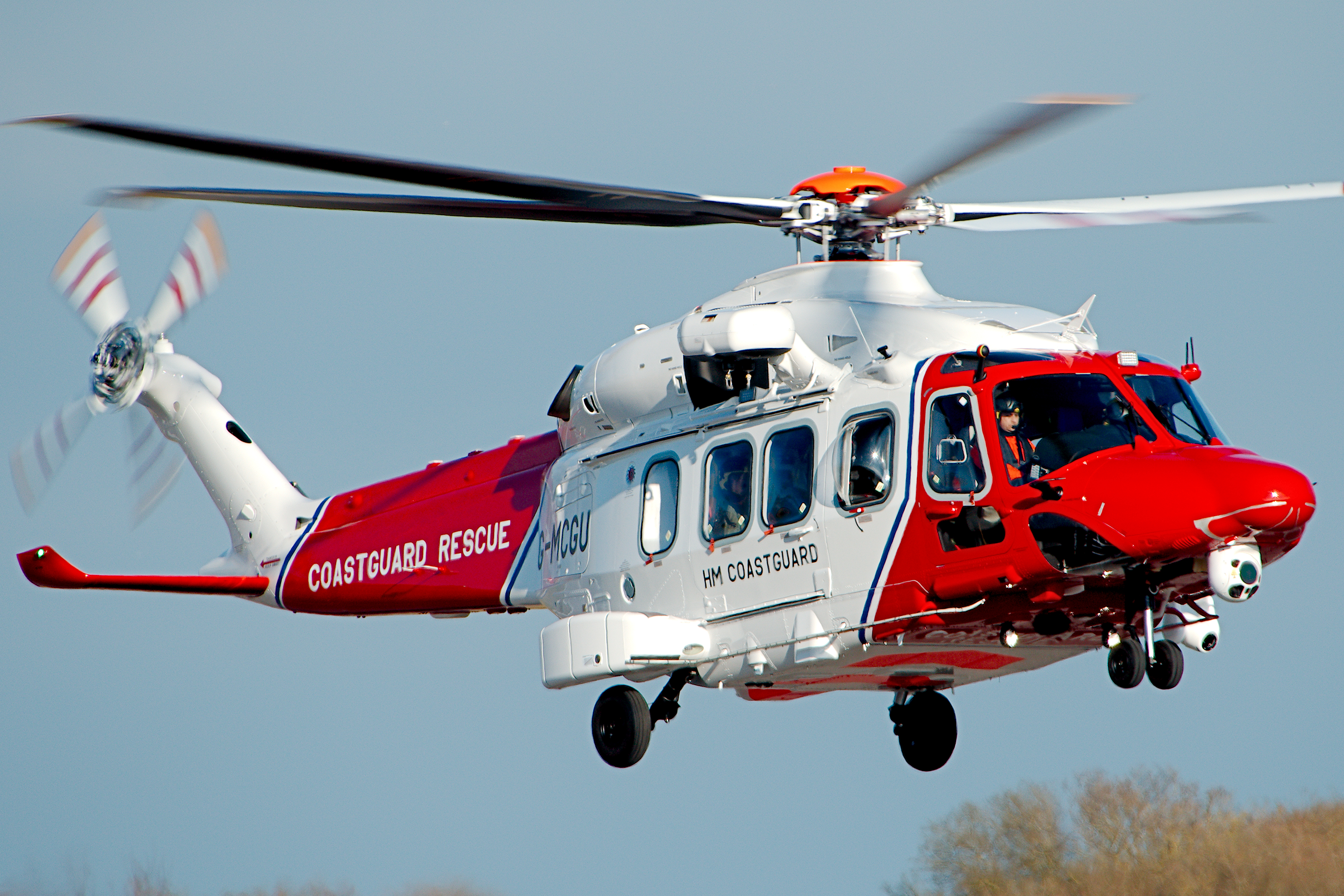
Un AW189 di Bristow operato per la HMCG

Cina
- Dipartimento di Salvataggio del Ministero dei Trasporti della Cina

6 AW189 ordinati a marzo 2022, con fine delle consegne prevista per il 2023.
- Polizia di Pechino

2 AW189 ordinati a dicembre 2021, con il primo esemplare che sarà consegnato nella prima metà del 2022 ed il secondo nel primo trimestre del 2023.
 Corea del Sud
- Vigili del fuoco di Seul

1 esemplare in servizio.
 Emirati Arabi Uniti
- Dubai Air Wing

1 in servizio.
 Giappone
- Vigili del fuoco di Tokyo

1 esemplare in servizio.
 Indonesia
- Polizia nazionale indonesiana

2 AW189 ordinati a fine 2019, con consegne previste per tutto il 2021.
 Irlanda
- Garda Cósta na hÉireann

6 AW189 operati da Bristow entreranno in servizio a partire da fine 2024.
 Malaysia
- Malaysia Maritime Enforcement Agency

4 AW189 ordinati il 5 marzo 2024.
- Dipartimento dei vigili del fuoco e del soccorso

2 in servizio.
 Paesi Bassi
- Nederlandse Kustwacht

2 AW189 ordinati nel 2021 ed entrati in servizio il 4 novembre 2022; saranno operati da Bristow Helicopters sotto un contratto decennale.
 Regno Unito
- British Forces South Atlantic Islands

2 in servizio operati da British International Helicopters e AAR Corp per compiti di ricerca e soccorso nelle Isole Falkland.
- Her Majesty's Coastguard

11 in servizio ad agosto 2020.
 Slovacchia
- Slovak Government Flight Service

1 AW189 acquistato di seconda mano da Helipool nel 2022. Consegnato il 23 gennaio 2025.
 Thailandia
- Royal Thai Police

4 AW189 ordinati al 2019. 2 in servizio a novembre 2020.

### Militari
Egitto
- El Qūwāt El Gawīyä El Maṣrīya

8 AW189 ordinati nel 2019.
 Nigeria
- Nigerian Air Force

2 AW189 allestiti per il trasporto VIP, ordinati a fine 2020 per la Presidential Air Fleet. Il primo elicottero (5N-FG2) è stato consegnato il 10 settembre 2021, il secondo (5N-FG1) il 13 novembre 2021.